# تشارلز إف. كروسبي
تشارلز إف. كروسبي هو محامي وقاضي وسياسي أمريكي، ولد في 12 ديسمبر 1847 في واترلو في الولايات المتحدة، وتوفي في 1 ديسمبر 1889 في واوسو في الولايات المتحدة. انتخب عضو مجلس ولاية ويسكونسن ‏ وانتخب عضو مجلس نواب مينيسوتا ‏.